# Sâncraiu (okręg Covasna)
Sâncraiu  (węg. Sepsiszentkirály) – wieś w Rumunii, w okręgu Covasna, w gminie Ilieni. W 2011 roku liczyła 374 mieszkańców.